# Dasybasis nigra
Dasybasis nigra är en tvåvingeart som först beskrevs av Günther Enderlein 1925.  Dasybasis nigra ingår i släktet Dasybasis och familjen bromsar. Inga underarter finns listade i Catalogue of Life.